# Clemenceau osztály
A Clemenceau osztály Franciaország flottájának első, második világháború utáni, teljesen önálló fejlesztésű repülőgép-hordozó osztálya, amelynek két hajóegysége 1961 és 2000 között, majd negyven éven át szolgált. 
Két hajó tartozik az osztályba:
- Clemenceau – 1961-től 1997-ig állt hadrendben. Miután nyugdíjazták, szétbontották, a zászlóshajó szerepét pedig a Charles de Gaulle vette át.
- Foch, a Clemenceau testvérhajója. 2000-ben Brazília megvásárolta (repülők nélkül), és NAe São Paulo néven állította szolgálatba, végül 2017-ben leselejtezték.

## Galéria

### Clemenceau

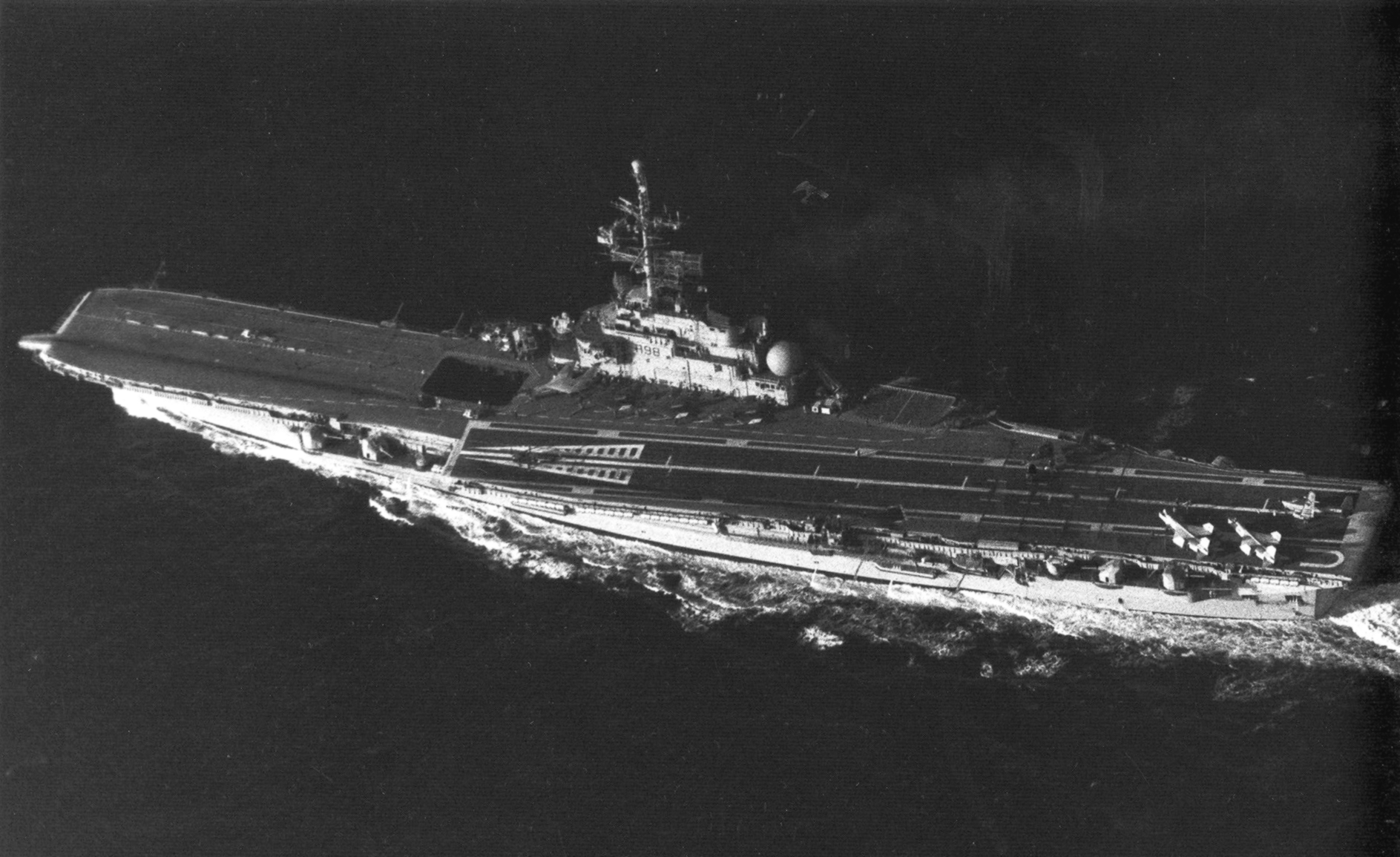
A francia FS Clemenceau (R98) repülőgép-hordozó 1981-ben.
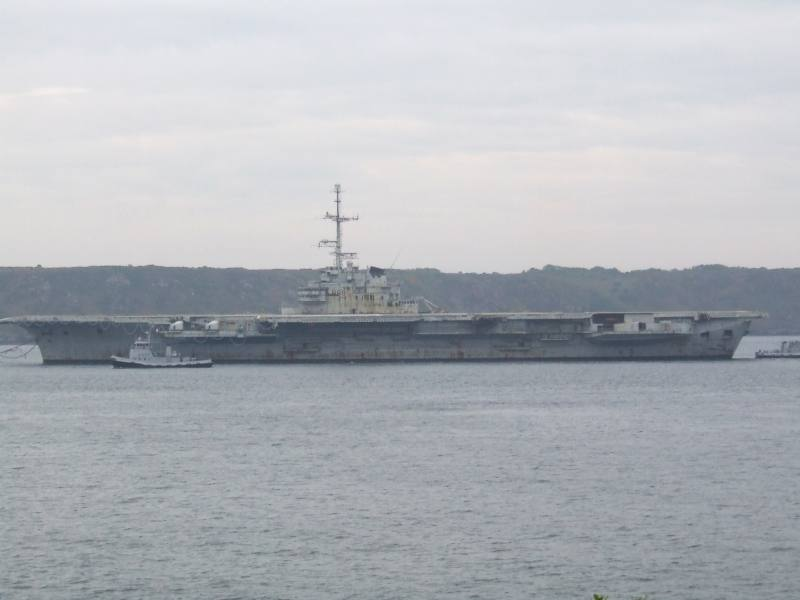
A leselejtezett FS Clemenceau repülőgép-hordozó 2006-ban.
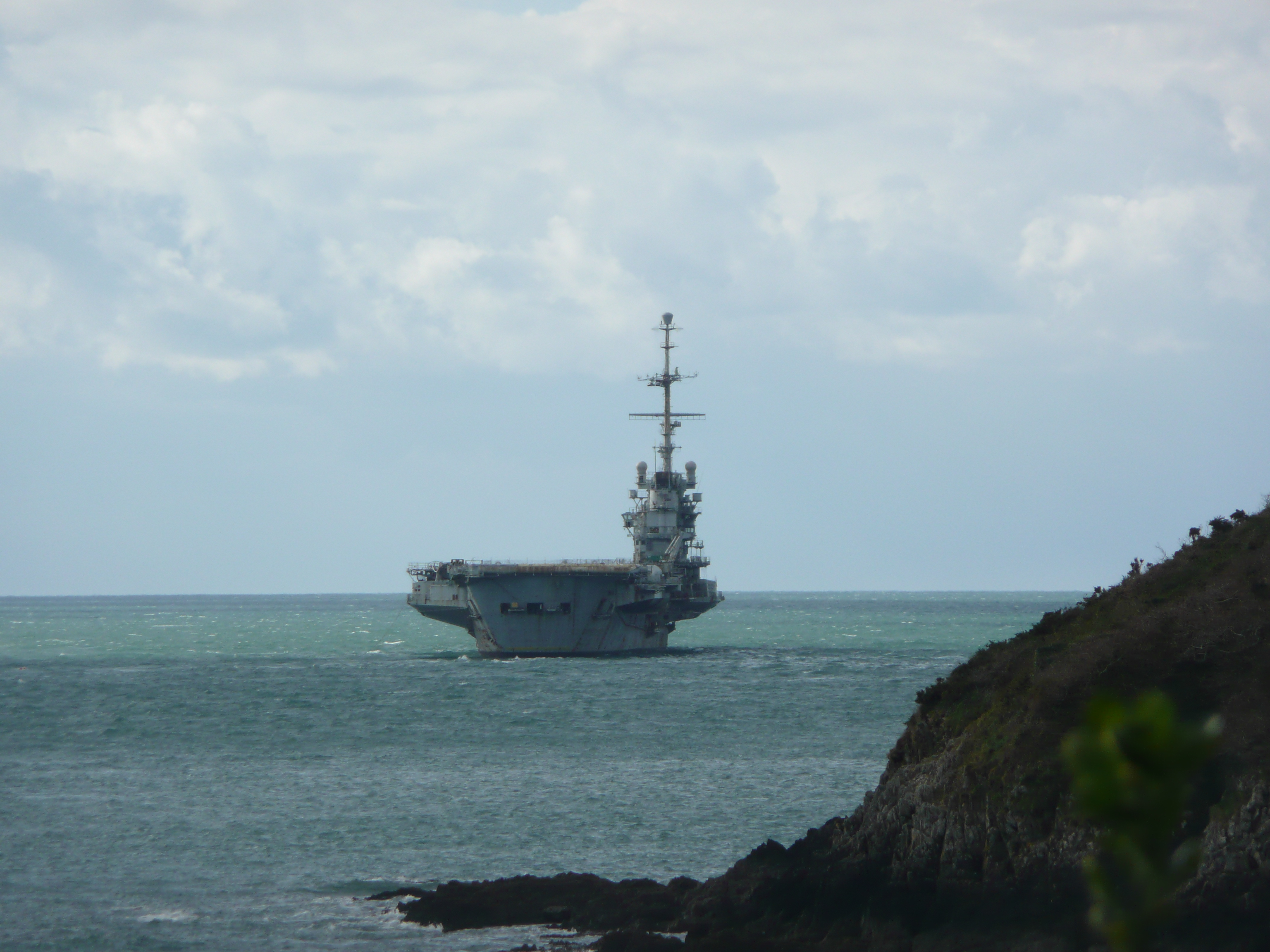
Az FS Clemenceau repülőgép-hordozó utolsó tengeri útján, 2009-ben, a hajóbontó felé.

### Foch

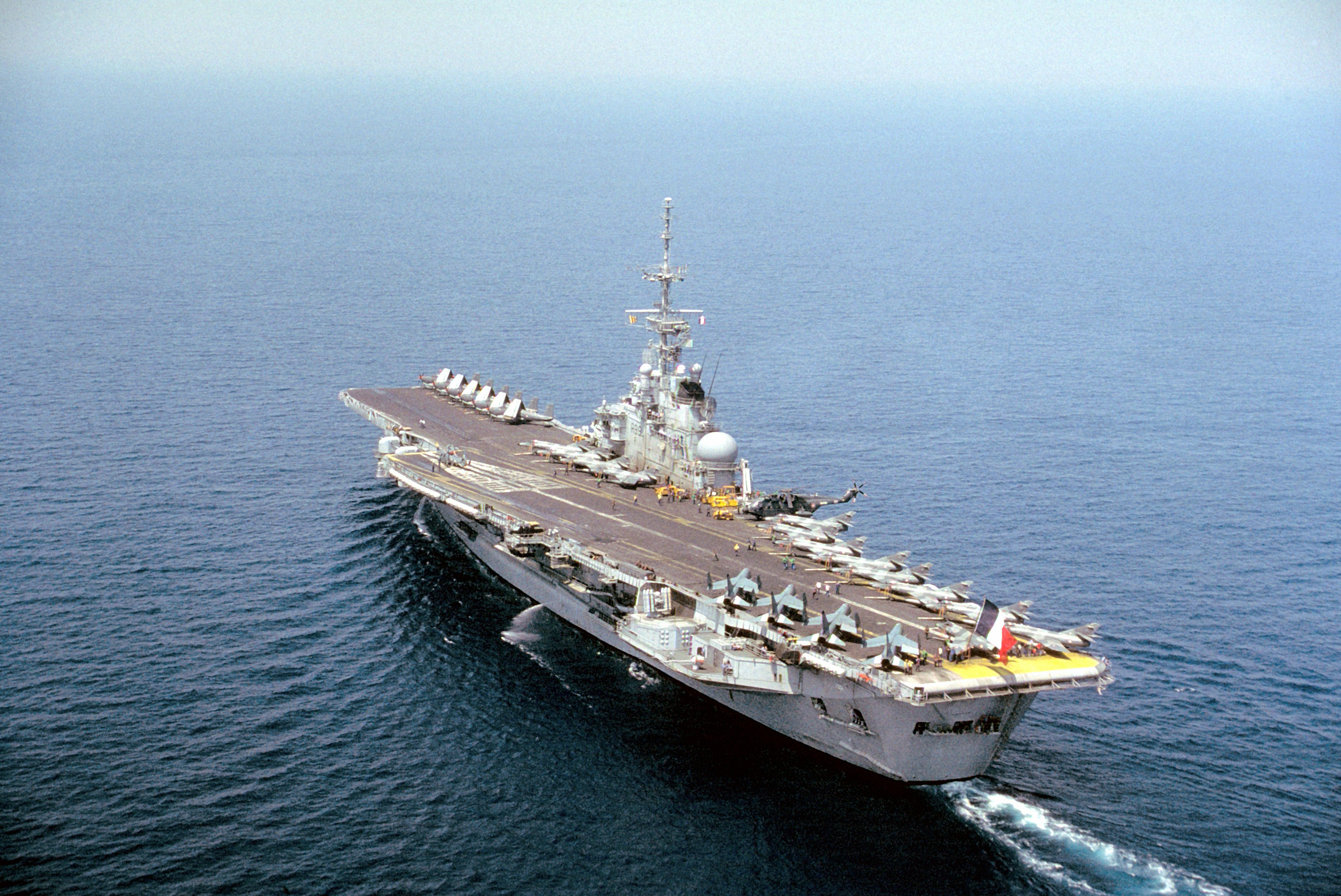
Az FS Foch francia repülőgép-hordozó 1992-ben.
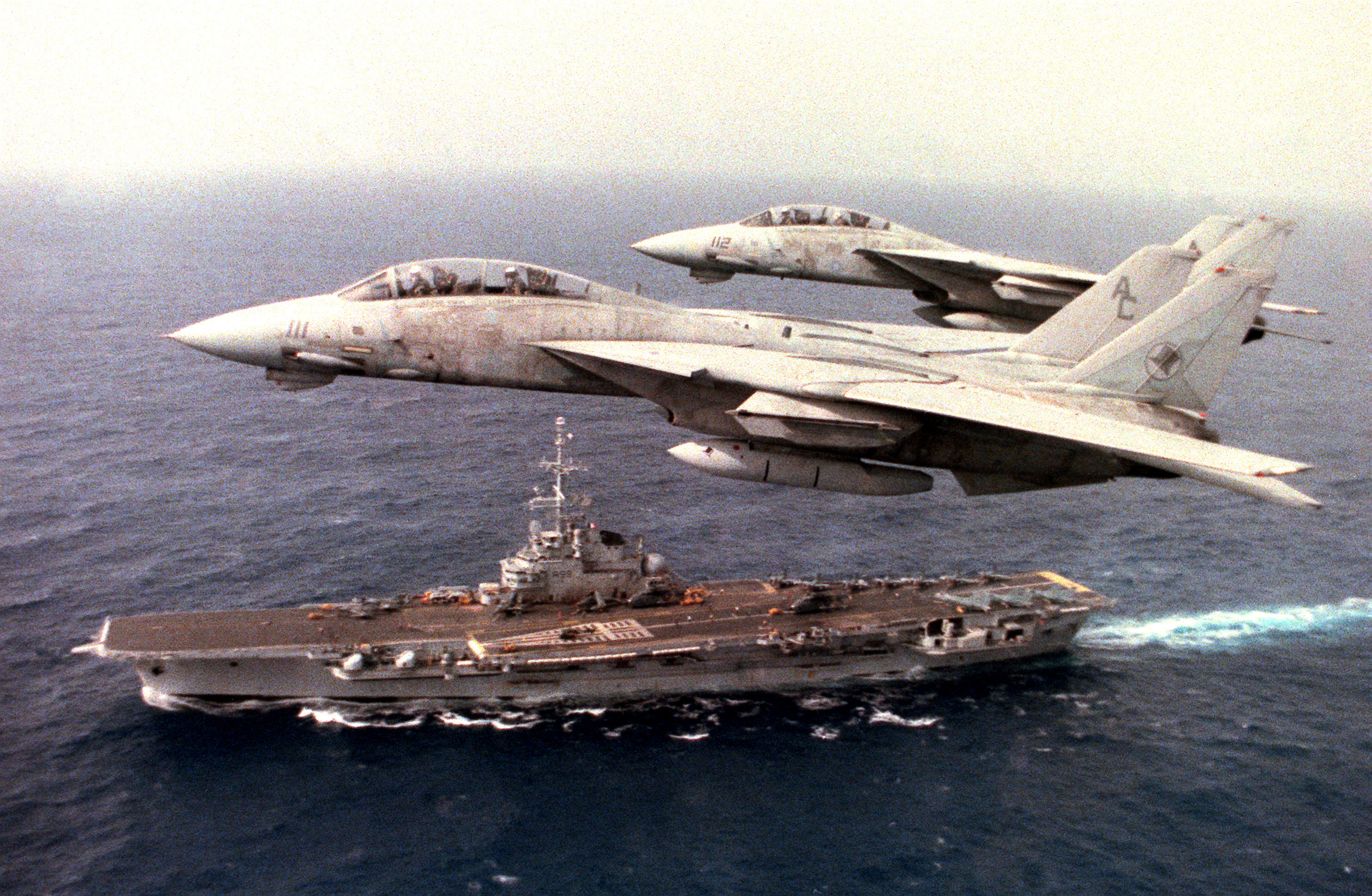
Amerikai F-14 Tomcat vadászrepülőgépek a francia FS Foch hordozó fölött, 1990-ben.
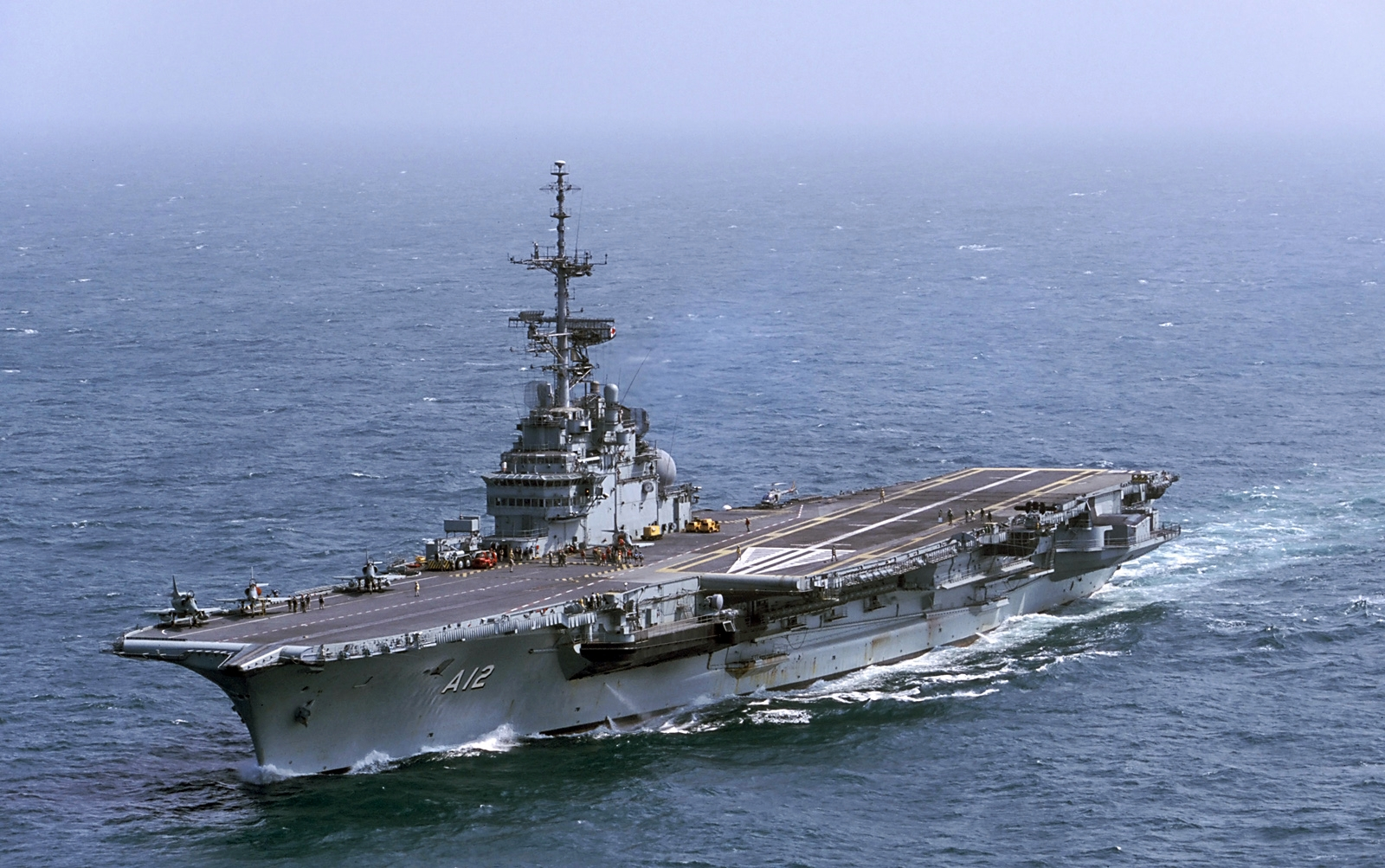
A brazil NAe Sao Paulo (ex FS Foch) repülőgép-hordozó a nyílt tengeren.
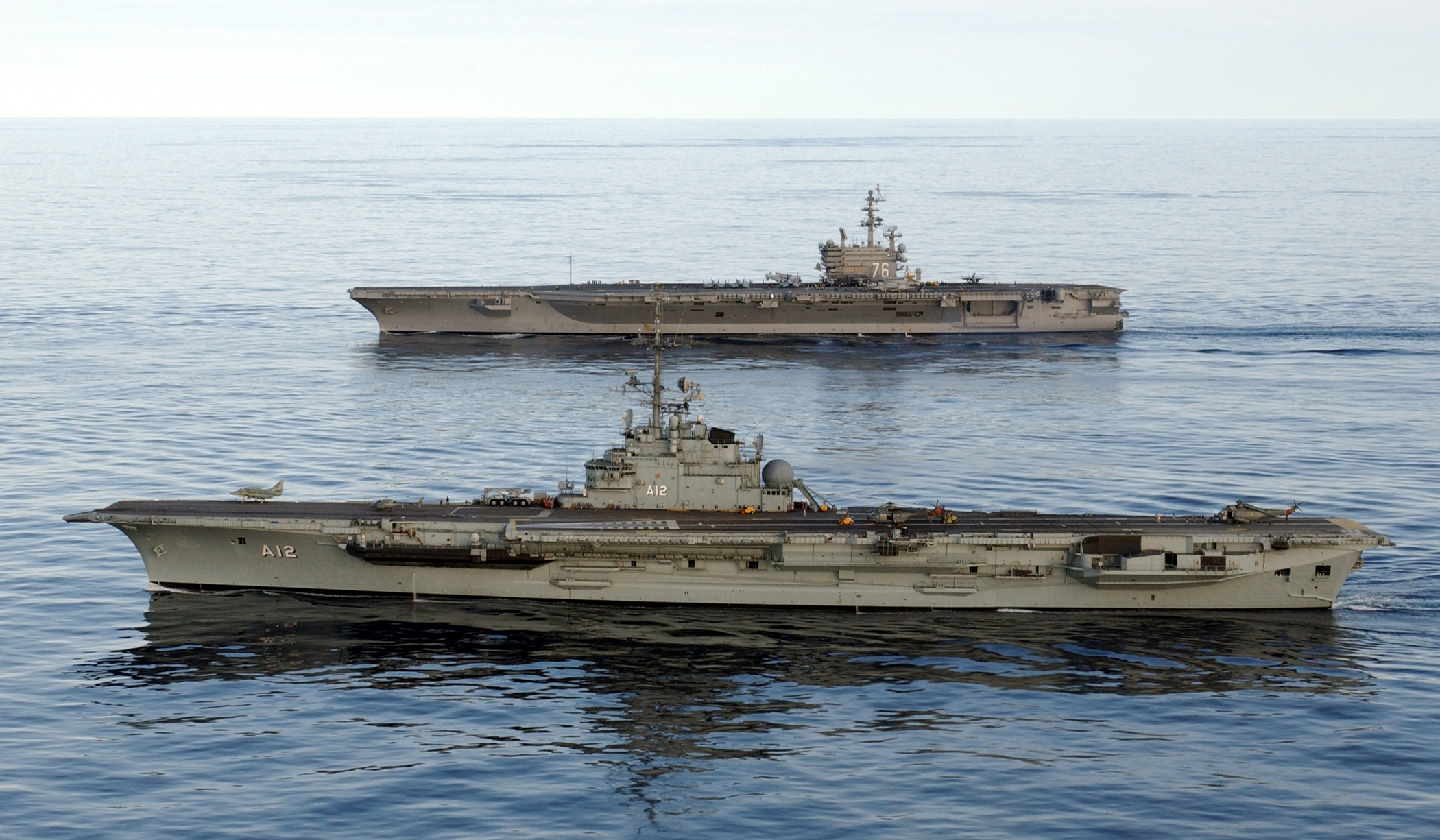
A brazil NAe Sao Paulo (A12) az amerikai USS Ronald Reagan (CVN-76) szuper repülőgép-hordozó társaságában, 2004-ben.